# Volîțea, Pidhaiți
Volîțea (în ucraineană Волиця) este un sat în comuna Holhocea din raionul Pidhaiți, regiunea Ternopil, Ucraina.

## Demografie
Componența lingvistică a localității Volîțea
     Ucraineană (100%)
Conform recensământului din 2001, toată populația localității Volîțea era vorbitoare de ucraineană (100%).